# 杜密
杜密（？—169年），字周甫。潁川陽城（今中国河南省登封市）人。東漢名臣。

## 生平
與劉勝同鄉。由司徒胡廣推薦，曾任代郡（河北北部）太守、太山太守、北海相，对宦官子弟为县官奸恶的，皆加收捕。桓帝時任尚書令，遷河南尹，又轉太僕，因黨錮之禍被免官還鄉。與李膺齊名，時稱李杜，為東漢“八俊”之一。太學生譽為“天下良輔杜周甫”。建寧二年（169年），第二次黨錮之禍開始，宦官候覽、曹節等下令逮捕李膺、杜密等百余人，關押在新汲縣監獄，自杀。

## 延伸阅读
[在维基数据编辑]
 《後漢書/卷67》，出自范晔《後漢書》